# Kempeitai
Kempeitai (憲兵隊 Ken-pei-tai, Kem-pei-tai?, Corpul soldaților legii) a fost poliția militară a Imperiului Japonez în perioada dintre anii 1881 și 1945. Înființată în 1881 prin decret imperial după modelul jandarmeriei franceze, ea a funcționat până în anul 1945, dar a fost desființată efectiv prin Constituția din 1947. Membrii acestui organism au fost numiți kempei.

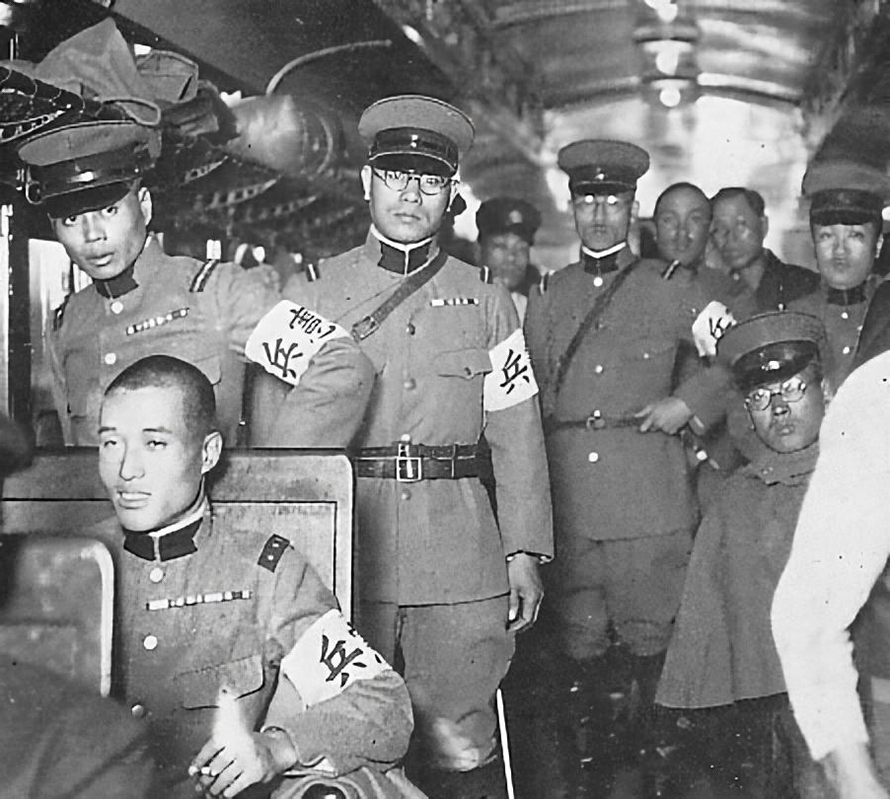
Ofiţeri din Kenpeitai călătorind cu un tren (1935)

A servit ca poliție secretă pentru a vâna adversarii sistemului și a fost una dintre cele mai de temut instituții din Japonia. În timpul celui de al Doilea Război Mondial a fost condusă de generalul Hideki Tojo. Kempeitai a fost numită și „Gestapo-ul japonez”, deoarece ambele organizații au comis crime de război și crime împotriva umanității.

## Încălcări ale drepturilor omului
Membri Kempeitai au gestionat o rețea criminală extinsă, obținând fonduri ilicite în urma șantajării sau jefuirii locuitorilor din zonele invadate de poliția militară. De asemenea, au gestionat un sistem de prizonierat de război care a devenit notoriu pentru cruzimea față de soldații capturați. 
Alte activități comune au inclus abuzuri sexuale împotriva femeilor, care au fost forțate să se prostitueze în interesul militarilor 

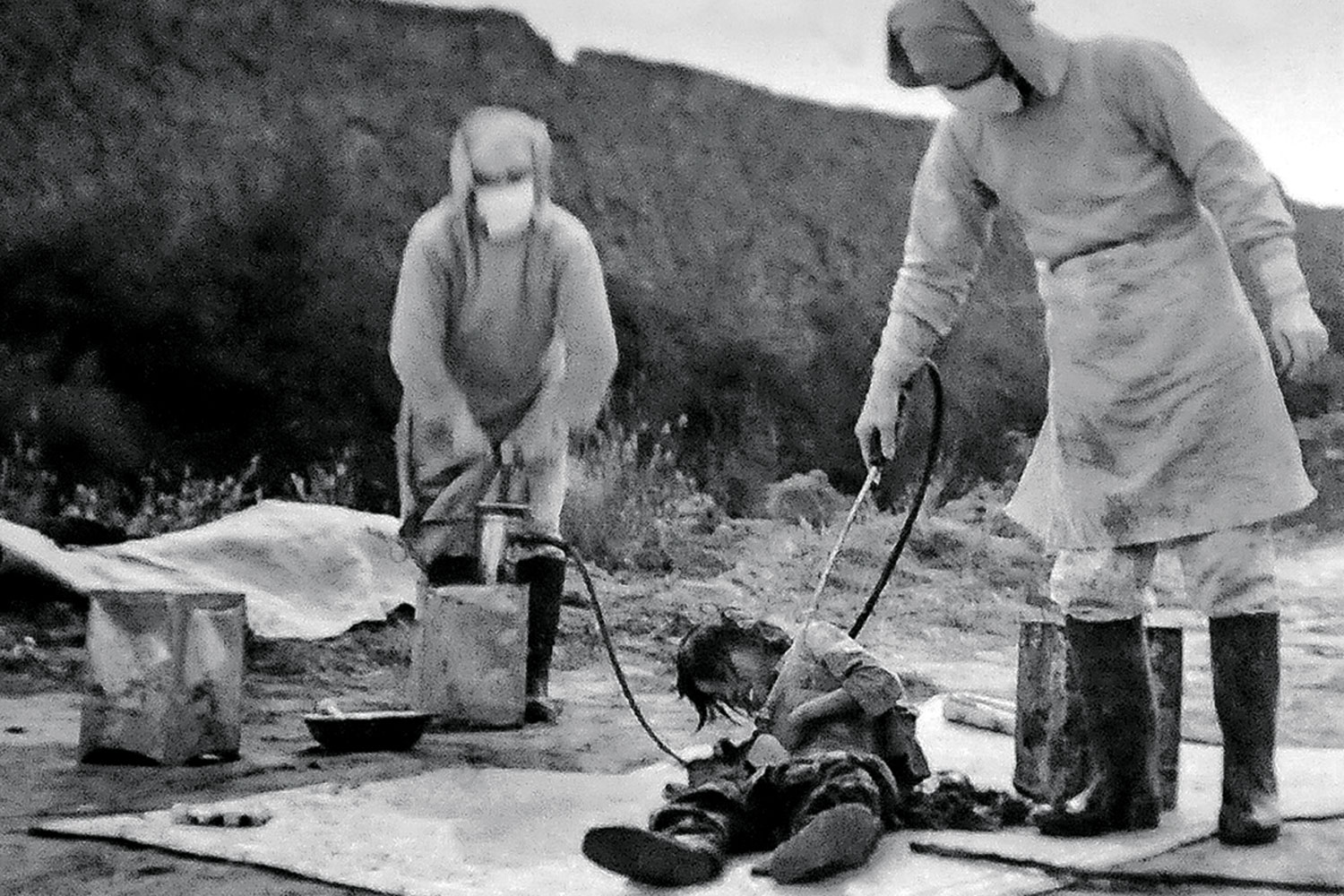
O victimă neidentificată a Unităţii 731

Oficiali Kempeitai au executat, de asemenea, experimente biologice și chimice asupra prizonierilor civili și militari ai Japoniei.  Aceste acțiuni, în special cele aparținând Unității 731, au inclus experimente umane bazate pe vivisecție și se numără printre cele mai tulburătoare atrocități ale celui de-al Doilea Război Mondial. 

## Legăturiexterne
- en  Japanese World War II-era nationalist groups Arhivat în 15 decembrie 2005, la Wayback Machine.
- en  U.S. Report on Kempei (1945)